# Естествен спътник
Естественият спътник е небесно тяло, което е в орбита на дадена планета. Често срещано наименование на естествените спътници е „луна“ (без главна буква).
Има множество теории за произхода на естествените спътници, като според най-разпространената версия те се формират от същия сгъстяващ се газово-прахов облак на протопланетарния диск, от който се формира главната планета. Въпреки това обаче има множество изключения, за които е известно или се предполага, че не са се сформирали по този начин. За някои спътници се смята, че са астероиди, уловени от гравитацията на планетата, че са раздробени части на по-голям спътник вследствие от сблъсък с друг обект, или че са откъснати части от главната планета вследствие на сблъсък с космическо тяло.

## Орбитални характеристики
Повечето от спътниците имат еднакъв период на околоосно въртене и на въртене около планетата, затова те са винаги обърнати с една и съща страна към планетата. Изключение е Хиперион, който се върти хаотично поради множество външни влияния, както и външните сателити на газовите гиганти, които са прекалено далече от планетата, за да изпитат достатъчно силно гравитационно въздействие.
Естествените спътници нямат свои спътници, тъй като поради еднаквия период на околоосно и околопланетно въртене, такава система би била нестабилна. Въпреки това, няколко спътника имат малки придружаващи ги обекти, намиращи се в точките на Лагранж (например Тетида и Диона – спътници на Сатурн.
Скорошното откриване на спътника Дактил, обикалящ около 243 Ида, потвърждава, че някои астероиди също имат спътници. Астероидът 87 Силвия има два спътника.

## Спътници от Слънчевата система
В Слънчевата система има около 140 естествени спътника в орбита около деветте планети. Предполага се наличие на много повече, които се намират в орбита около планети от други слънчеви системи. Газовите гиганти имат обширна система от спътници, някои от тях с размери, сравними с тези на Земята. Меркурий и Венера нямат спътници, Земята има един (Луната), Марс има два, а Плутон има три, един от които – Харон – е с големи размери и понякога Плутон и Харон биват разглеждани като двойна планета.
| Среден диаметър (км) | Известни спътници на | Известни спътници на | Известни спътници на                            | Известни спътници на                                                                      | Известни спътници на                                                                                | Известни спътници на               | Известни спътници на | Известни спътници на                                                                          | Други тела за сравнение                                         |
| Среден диаметър (км) | Земя                 | Марс                 | Юпитер                                          | Сатурн                                                                                    | Уран                                                                                                | Нептун                             | Плутон               | Малки планети                                                                                 | Други тела за сравнение                                         |
| -------------------- | -------------------- | -------------------- | ----------------------------------------------- | ----------------------------------------------------------------------------------------- | --------------------------------------------------------------------------------------------------- | ---------------------------------- | -------------------- | --------------------------------------------------------------------------------------------- | --------------------------------------------------------------- |
| 5000 – 6000          |                      |                      | Ганимед                                         | Титан                                                                                     | |                                    |                      |                                                                                               |                                                                 |
| 4000 – 5000          |                      |                      | Калисто                                         |                                                                                           | |                                    |                      |                                                                                               | Меркурий                                                        |
| 3000 – 4000          | Луна                 |                      | Йо Европа                                       |                                                                                           | |                                    |                      |                                                                                               |                                                                 |
| 2000 – 3000          |                      |                      |                                                 |                                                                                           | | Тритон                             |                      |                                                                                               | 2003 UB313 Плутон (планета джудже)                              |
| 1000 – 2000          |                      |                      |                                                 | Рея Япет Диона Тетида                                                                     | Титания Оберон Умбриел Ариел                                                                        |                                    | Харон                |                                                                                               | 2005 FY9 2003 EL61 90377 Седна 90482 Оркус 50000 Кваоар         |
| 500 – 1000           |                      |                      |                                                 | Енцелад                                                                                   | |                                    |                      |                                                                                               | 1 Церера 20000 Варуна 28978 Иксион 2 Палада 4 Веста (други ТНО) |
| 250 – 500            |                      |                      |                                                 | Мимас Хиперион                                                                            | Миранда                                                                                             | Протей Нереида                     |                      | S/2005 (2003 UB313) 1 S/2005 (2003 EL61) 1 S/2005 (79360) 1                                   | 10 Хигея 511 Davida 704 Interamnia (и много други)              |
| 100 – 250            |                      |                      | Амалтея Хималия Тива                            | Феба Янус Епиметей                                                                        | Сикоракс Пък Порция                                                                                 | Лариса Галатея Деспина             |                      | S/2005 (2003 EL61) 2 (и много други ТНО)                                                      | (много други)                                                   |
| 50 – 100             |                      |                      | Елара Пасифая                                   | Прометей Пандора                                                                          | Калибан Жулиета Белинда Кресида Розалинда Дездемона Бианка                                          | Таласа S/2002 N 1 S/2002 N 4 Наяда | Хидра Никта          | 617 Патрокъл 90 Антиопа (и много други ТНО)                                                   | (много други)                                                   |
| 10 – 50              |                      | Фобос Деймос         | Карме Метис Синопа Лизитея Ананке Леда Адрастея | Шиарнак Елена Албиорикс Атлас Пан Телесто Палиак Калипсо Имир Кивиок Тарвос Ижирак Ериапо | Офелия Корделия Сетебос Просперо Пердита Маб Стефано Купидон Франциско Фердинанд Маргарита Тринкуло | S/2002 N 2]] [[S/2002 N 3 Самате   | Цербер Стикс         | Линус (спътник) 762 Pulcova 121 Hermione 87 Силвия Petit-Prince (спътник) 283 Emma 1313 Berna | (много други)                                                   |
| по-малко от 10       | Круитни              |                      | Най-малко 47                                    | Най-малко 21                                                                              | |                                    |                      | (много други)                                                                                 | (много други)                                                   |